# Lopota Resort
Lopota Resort es un complejo hotelero ubicado en la región de Kajetia al este de Georgia, a 100 km de la capital Tiflis y a 26 km de la ciudad de Telavi. El complejo tiene una zona recreativa de casi un millón de metros cuadrados y cuenta con un lago rodeado de ocho hoteles y es capaz de albergar a más de 200 personas.
Lopota Resort ofrece a sus huéspedes rutas del vino, visitas culturales a la región de Kajetia y otras actividades.